# Стангопея тигрова
Стангопея тигрова (Stanhopea tigrina) — вид квіткових рослин родини орхідні (Orchidaceae).

## Поширення
Рослина є ендеміком Мексики. Росте високо на деревах і в добре притінених ущелинах скель.

## Опис
Квіти цього виду найбільші серед всіх орхідей — до 17 см в діаметрі. Під час цвітіння, яке проходить з липня до жовтня і триває не більше 3-х днів з'являється дві-три величезні квітки. Пелюстки біло-жовтого кольору щедро прикрашені вкрапленнями червоних відтінків різного розміру і форми.
На жаль, Стангопея тигрова погано культивується.

## Спосіб життя
Квітка росте на розвилках дерева або ж на скелястих уступах. Так як коріння цієї орхідеї спрямовані частково вгору, вони затримують в собі опале листя або гілки — все це створює якийсь ґрунт для зростання орхідеї. А ще у цієї орхідеї присутній досить товстий шар веламена на корені — один міліметр. Це досить багато, якщо врахувати що сам корінь має діаметр всього лише чотири міліметри. Дана особливість кореня орхідеї захищає стангопею тигрову від втрати рідини, тобто води.